# Астролит
Астролит (англ. Astrolite) — разновидность жидких смесевых взрывчатых веществ, предложенная в 1960-х Геральдом Хёрстом, химиком компании «Атлас Паудер» (Atlas Powder Company). Зарегистрированная торговая марка. Использовались в промышленности и строительстве, однако были вытеснены более дешёвыми и безопасными взрывчатыми составами.

## Состав и свойства
Наиболее известны две марки:
- «Астролит G» — наиболее распространённая марка, состоит из нитрата аммония в качестве окислителя и гидразина в качестве горючего в соотношении 2:1 по массе. Скорость детонации примерно 8600 м/сек.
- «Астролит А» — смесь «Астролита G» с высокодисперсным порошком алюминия. Имеет скорость детонации ниже (примерно 7600 м/сек), однако за счёт большей плотности и бризантности обладает большей эффективностью применения.

## Относительная эффективность
Существует распространённое (но неверное) мнение о том, что «Астролит G» — наиболее мощное неядерное взрывчатое вещество. Высокая по отношению к нитроглицерину и тротилу скорость детонации астролита лишь ненамного превосходит скорость детонации тэна или гексогена. При этом плотность и энергетические характеристики астролита значительно ниже.

## Особенности применения
Примечательной особенностью астролитов является высокая для жидкого состояния стабильность и низкая летучесть. Распределённый по поверхности астролит может впитываться в почву и сохранять взрывчатые свойства в течение нескольких дней. 